# 花園神社 (北茨城市)
花園神社（はなぞのじんじゃ）は、茨城県北茨城市にある神社。

## 由緒
創始は桓武天皇御代の延暦14乙亥年（795年）4月18日、征夷大将軍・坂上田村麻呂が勅定により奥州下向の折に霊夢によって創建したと伝えられている。大同2年（807年）4月花園山と号づけ、平城天皇より勅額が掲げられ満願寺を開闢する。天長年間（824年～834年）、円仁（慈覚大師）が東国に頭陀の折、当山に修行し、貞観2年（860年）に満願寺を再興した。以来天台宗満願寺社僧により奉仕され武州東叡山の末寺であった。
前九年の役（1051年）、源頼義・源義家（八幡太郎）が宣旨を受けて安倍貞任・安倍宗任を追討のため奥州に下向の際、参拝し誓願書を納めた。後三年の役（1083年）、清原武衡・清原家衡を討伐に赴く折、お使い神の猿が憧幡一旒を義家に授け、これを山王幡と名付け勝利を得て上洛の時にこの山王幡と源氏の白旗と二旒を神社に納め山中の社殿を始め末社に至るまでを建立せられた。天暦3年（949年）社頭炎上、同7年復興その時の額は村上天皇の勅筆と伝わる。（しかし、明治9年（1876年）に神庫が焼失し一切の史籍は失われてしまった。）
承応2年（1653年）、奥州棚倉城主・内藤摂津守が当社の御分霊を城外に祀り花園大権現を建立信仰した。また領主・車兵部大輔義方により文禄2年（1593年）に愛染堂を寄進した。
また徳川幕府にも深く信仰され、慶長7年（1602年）に徳川家康の社頭領五十石の御朱印を寄進されたのを始めとし、代々将軍が代わる毎に同朱印章書が寄せられた。
神仏混淆時代には境内に本地堂・釈迦堂・護摩堂・愛染堂・大黒堂・鐘堂・庫裡など相当数の建物があったが、明治初年神仏分離により満願寺の廃止と共に諸堂は除却された。
古くは花園山大権現・日吉大権現などと称えられ、明治初期頃より花園神社と称され、大北川・花園川沿流十ヶ村の総社と称され信仰を集めた。

## 祭神
- 大山咋大神（山王大権現）
- 大山祇大神
- 大物主大神

## 境内
- 本殿・拝殿
- 楼門
- 神楽殿
- 鳥居
- 御神木（三本杉）
- こぶ杉
- 神猿（まさる）14体
- 七つ滝・奥之宮（奥之院）

境内社
- 琴毘羅神社（大物主神）
- 千勝神社（事勝国勝長狭神）
- 鷺森神社（大己貴神・保食神）
- 東照宮（徳川家康）
- 厳島神社（市杵島姫神・田心媛神・湍津姫神）
- 愛宕神社（軻遇突智神）